# Вьетнам (мини-сериал)
«Вьетнам» (англ. Vietnam; в России известен как «Вьетнам, до востребования») — австралийский мини-сериал 1987 года, созданный киностудией Kennedy Miller Productions. Присвоен рейтинг M. Режиссёрами выступили Джон Дайган и Крис Нунан, который в то время занимался документальным кино. Съёмки производились в Новом Южном Уэльсе и провинции Пхукет. Роль Меган Годдард, прошедшей путь от школьницы до активистки антивоенного движения, стала одним из первых успехов Николь Кидман, получившей премию Австралийской академии кинематографа и телевидения за лучшую женскую роль в мини-сериале.

## Сюжет
Действие сериала происходит с 1964 по 1972 год. Показана жизнь одной австралийской семьи на фоне участия страны во Вьетнамской войне. Глава семейства (Бэрри Отто) работает советником в правительстве и причастен к решению об отправке австралийских войск во Вьетнам, сын (Николас Иди) призывается в армию и попадает на войну, а дочь (Николь Кидман) участвует в антивоенных демонстрациях.

## В ролях
- Бэрри Отто — Дуглас Годдард[3]
- Николас Иди — Фил Годдард
- Николь Кидман — Меган Годдард
- Вероника Лэнг — Эвелин Годдард
- Марк Ли — Лори Феллоуз
- Джон Полсон — Серж
- Полин Чан — Лиен
- Вирджиния Хей — журналистка
- Ноэль Феррье — Роберт Мензис
- Генри Шепс — Гарольд Холт
- Алан Кассел — Джон Гортон
- Кевин Менсер — Уильям Макмэхон
- Лео «Лаки» Гриллз — Шейн Полтридж